# Kleinvoigtsberg
Kleinvoigtsberg ist ein Ortsteil der Stadt Großschirma im Landkreis Mittelsachsen (Freistaat Sachsen). Er wurde am 1. März 1994 eingemeindet.

## Geografie

### Lage
Kleinvoigtsberg liegt am Nordrand des Osterzgebirges, östlich des Zellwaldes und am Westufer der Freiberger Mulde.

### Nachbarorte
|                        | Obergruna                                   |             |
| Zellwald (Forstgebiet) | Kompassrose, die auf Nachbargemeinden zeigt | Burkersdorf |
| Großvoigtsberg         | Hohentanne                                  |             |

## Geschichte
Kleinvoigtsberg wurde in einer Urkunde aus dem Jahr 1224 als „minor Vogilsberg“ erwähnt, vermutlich ist der Ort jedoch älter. In besagter Urkunde wurde ein Streit zwischen dem Kloster Altzella und dem Ritter von Nossen durch ein unparteiisches Schiedsgericht (Landgraf Ludwig IV. von Thüringen und die Bischöfe Conrad von Hildesheim und Engelhardt von Naumburg) entschieden, dass die Dörfer Großvoigtsberg (Vogilsberg), Kleinvoigtsberg (minor Vogilsberg) und Großschirma (Scirmena) sowie das betreffende Stück des Zellwaldes zum Kloster gehören. Die Ritter von Nossen mussten alle alten Urkunden über diese Angelegenheit für nichtig erklären, die sie vormals von den Bischöfen Gerung und Bruno erhalten hatten.
Die Bedeutung des Ortsnamens kann als Bergsiedlung mit reichem Vogelflug angegeben werden. Die ursprünglichen Namen der beiden benachbarten Orte „Vogilsberg“ und „Minor Vogilsberg“ lassen erkennen, dass Großvoigtsberg das ältere ist. Aus der Dorfanlage und der kleinen Gemeindeflur von Kleinvoigtsberg kann man schließen, dass dieser Ort nicht bei der großen Besiedelung dieser Gegend angelegt wurde, sondern erst einige Jahrzehnte später vielleicht als Restrodung entstanden ist. 
Mit Einführung der Reformation und der Säkularisation des Klosters Altzella im Jahr 1540 kam Kleinvoigtsberg zunächst zum Amt Nossen, wurde jedoch mit anderen Dörfern der Umgebung im Jahr 1554 vom sächsischen Kurfürsten Moritz seinem Kanzler Ulrich von Mordeisen für treue Dienste als Lehen übereignet. Aus dessen Erbe kam es an den Kurfürsten Christian I., wodurch es um 1590 als Amtsdorf bis 1856 zum kursächsischen bzw. königlich-sächsischen Amt Nossen gehörte.
Ab 1856 gehörte der Ort zum Gerichtsamt Nossen und ab 1875 zur Amtshauptmannschaft Freiberg. Durch die zweite Kreisreform in der DDR kam Kleinvoigtsberg im Jahr 1952 zum Kreis Freiberg im Bezirk Chemnitz (1953 in Bezirk Karl-Marx-Stadt umbenannt), der ab 1990 als sächsischer Landkreis Freiberg fortgeführt wurde.
Am 1. März 1994 wurde Kleinvoigtsberg nach Großschirma eingemeindet. Seit 2008 gehört Kleinvoigtsberg zum Landkreis Mittelsachsen.

## Verkehr
Durch den südwestlich gelegenen Nachbarort führt die Bundesstraße 101, auf der in Richtung Norden die Bundesautobahn 4, Nossen und Meißen und nach Süden Freiberg erreicht werden können.
Im Bahnhof Großvoigtsberg bestand auch Anschluss an die Zellwaldbahn, einem Abschnitt der Bahnstrecke Nossen–Moldau, der heute ohne Personenverkehr ist.

## Persönlichkeiten
- Johannes Löhn (1926–2022), Bergingenieur und ehemaliger Politiker (LDPD)
- Jens Kugler (* 1961), deutscher Geologe, Fotograf, Autor und Verleger